# 萊克城 (明尼蘇達州)
萊克城（英語：Lake City）是一個位於美國明尼蘇達州古德休縣及瓦巴沙縣的城市。

## 人口
根據2020年美國人口普查的數據，萊克城的面積為11.64平方千米，當中陸地面積為11.60平方千米，而水域面積為0.04平方千米。當地共有人口5252人，而人口密度為每平方千米451人。